# Élections municipales de 2002 dans le Centre-du-Québec
Les élections municipales québécoises de 2002 se déroulent le 3 novembre 2002. Elles permettent d'élire les maires et les conseillers de chacune des municipalités locales du Québec, ainsi que les préfets de quelques municipalités régionales de comté.

## Centre-du-Québec

### Aston-Jonction
| Poste/District             | Élu          | Type d'élection |
| -------------------------- | ------------ | --------------- |
| Maire                      | Claude Biron | Sans opposition |
| Taux de participation: n/a |              |                 |

### Chesterville
| Poste/District             | Élu         | Type d'élection |
| -------------------------- | ----------- | --------------- |
| Maire                      | Luc Laroche | Sans opposition |
| Taux de participation: n/a |             |                 |

### Durham-Sud
| Poste/District             | Élu         | Type d'élection |
| -------------------------- | ----------- | --------------- |
| Maire                      | Michel Noël | Sans opposition |
| Taux de participation: n/a |             |                 |

### Fortierville
| Poste/District             | Élu             | Type d'élection |
| -------------------------- | --------------- | --------------- |
| Maire                      | Colette Fortier | Sans opposition |
| Taux de participation: n/a |                 |                 |

### Inverness
| Poste/District             | Élu              | Type d'élection |
| -------------------------- | ---------------- | --------------- |
| Maire                      | Gilles St-Pierre | Sans opposition |
| Taux de participation: n/a |                  |                 |

### Kingsey Falls
| Poste/District             | Élu                      | Type d'élection |
| -------------------------- | ------------------------ | --------------- |
| Maire                      | Micheline Pinard Lampron | Sans opposition |
| Taux de participation: n/a |                          |                 |

### Manseau
| Poste/District             | Élu           | Type d'élection |
| -------------------------- | ------------- | --------------- |
| Maire                      | Guy St-Pierre | Sans opposition |
| Taux de participation: n/a |               |                 |

### Plessisville (paroisse)
| Poste/District             | Élu            | Type d'élection |
| -------------------------- | -------------- | --------------- |
| Maire                      | Berthe Marcoux | Sans opposition |
| Taux de participation: n/a |                |                 |

### Saint-Norbert-d'Arthabaska
| Poste/District             | Élu               | Type d'élection |
| -------------------------- | ----------------- | --------------- |
| Maire                      | Ghislain Caouette | Sans opposition |
| Taux de participation: n/a |                   |                 |